# Sono e o seu Meio-irmão, Morte
Sono e o seu Meio-irmão, Morte (no original em inglês:  Sleep and his Half-brother Death) é uma pintura de John William Waterhouse concluída em 1874.
Parte da primeira exposição de Waterhouse na Academia Real Inglesa (apresentados a partir de casa de seu pai, na rua Scarsdale Villas, número 1), foi pintado a partir de seus dois irmãos mais novos que morreram de tuberculose.

## Hipnos e Tânato
A pintura em si é uma referência aos deuses gregos Hipnos (sono) e Tânato (morte), que na mitologia grega, eram irmãos. Apesar de suas posturas semelhantes na obra, o personagem em primeiro plano é banhado em luz, enquanto seu irmão é envolto em trevas; a primeira, portanto, representa o "Sono" e o outro a "Morte". A personificação do Sono segura algumas papoulas, símbolo da narcose e de vários "estados de sonho/sono".